# Mörttjärnen (Alfta socken, Hälsingland, vid Mörttjäraberg)
Mörttjärnen är en sjö i Ljusdals kommun och Ovanåkers kommun i Hälsingland och ingår i Ljusnans huvudavrinningsområde. Sjön har en area på 0,139 kvadratkilometer och ligger 279,1 meter över havet.

## Delavrinningsområde
Mörttjärnen ingår i det delavrinningsområde (682534-150241) som SMHI kallar för Mynnar i Rösteån. Medelhöjden är 273 meter över havet och ytan är 24,88 kvadratkilometer. Räknas de 11 avrinningsområdena uppströms in blir den ackumulerade arean 81,03 kvadratkilometer. Rossån som avvattnar avrinningsområdet har biflödesordning 3, vilket innebär att vattnet flödar genom totalt 3 vattendrag innan det når havet efter 89 kilometer. Avrinningsområdet består mestadels av skog (84 procent). Avrinningsområdet har 0,14 kvadratkilometer vattenytor vilket ger det en sjöprocent på 0,5 procent.